# Sunny Duval
Pour les articles homonymes, voir Duval et François Duval.
Sunny Duval, de son vrai nom François Duval est un musicien québécois, réalisateur, chroniqueur, ancien guitariste du groupe Les Breastfeeders depuis 1999, et artiste solo.

## Biographie
Né à Trois-Rivières, il a fait son DEC en musique (guitare jazz avec Michel Vaillancourt) au cégep de sa ville natale, puis déménage à Montréal en 1995[réf. nécessaire].
Il lance en 2005 son premier album, Achigan, sur lequel on[Qui ?] retrouve les influences rock 'n' roll de son autre groupe d'alors, Les Breastfeeders, mais avec un son beaucoup plus brut[source secondaire souhaitée]. Il récidive en 2010 avec un second album solo, Sein noir, sein blanc qui revisite ses racines rock 'n' roll, doo-wop et country[source secondaire souhaitée].
Avec Les Breastfeeders, il joue sur trois albums studio, Déjeuner sur l'herbe (2004), Les Matins de grands soirs (2006) et Dans la gueule des jours (2011), et tourne en Amérique du Nord et en Europe. En concert pour présenter son matériel solo[pas clair], il se produit accompagné de son groupe Les Cuisses Noires.
Vétéran de la scène montréalaise, il a joué dans Féroce F.E.T.A. (1991-2000), et s'est produit au sein de Sunny Deloop (qui sortit l'album Approche la ruche en 2002) où il était chanteur.
En 2005 et 2006, il effectue des tournées en Europe avec le groupe Les Cowboys Fringants, en remplacement du guitariste Jean-François Pauzé.
Sunny Duval écrit la chronique En-d'sous en 2004-2005, pour le cahier hebdomadaire LP2 du quotidien La Presse. Il fut chroniqueur pour le mensuel Nightlife (2006-2009) et tient dans le magazine culturel BangBang une rubrique intitulée « Le Petit Tavernier » (2005-...)[source secondaire nécessaire]. En 2010 paraît aux Éditions Coups de tête son premier livre, En-d'sous.
Il est disque jockey depuis 2008.

## Discographie
En solo :
- Achigan (2005)
- Sein noir, sein blanc (2010)
- Amour, d'amour (2013)

 Avec Les Breastfeeders : 
- Déjeuner sur l'herbe (2004)
- Les Matins de grands soirs (2006)
- Dans la gueule des jours (2011)

Avec Sunny Deloop :
- Approche la ruche (2002)